# Transport Layer Interface
Das Transport Layer Interface (TLI) ist in der Netzwerkprogrammierung ein API, das Anwendungsprogrammen die Dienste der Transportschicht zur Verfügung stellt. Es bietet eine ähnliche Funktionalität wie Sockets, orientiert sich aber stärker am OSI-Referenzmodell.
TLI wurde in AT&T UNIX System V Release 3.0 als Alternative zu BSD-Sockets eingeführt und in SVR4 mit Hilfe von Streams implementiert. Das XTI der X/Open-Group basiert auf dem TLI. Zu dieser Zeit ging man davon aus, dass die OSI-Protokolle TCP/IP ablösen würden.
Tatsächlich erfuhren weder TLI noch XTI jemals eine solche Verbreitung wie BSD-Sockets. Obwohl einige Betriebssysteme noch immer TLI unterstützen, sind Sockets heute zum De-facto-Standard in der Netzwerkprogrammierung geworden.